# Minden-Innenstadt
Minden-Innenstadt ist der zentrale Stadtteil von Minden, Nordrhein-Westfalen. Hier befinden sich die zentralen Fußgängerbereiche, das Geschäftszentrum, der zentrale Omnibusbahnhof und zentrale Verwaltungseinrichtungen. Hinzu kommen die wichtigsten Sehenswürdigkeiten wie der Mindener Dom, das alte Rathaus, die Altstadt mit der alten Münze und den Kirchen St. Martin, St. Marien, St. Simeonis und St. Johannis.
Im Bereich des Wesertors findet sich das Denkmal des Großen Kurfürsten. Die Innenstadt ist vom Mindener Glacis umgeben.

## Lage und Gründung des Doms

Die Domfreiheit und die Lage des Doms in Minden

Mittelalterliche Stadtdarstellung mit erkennbarer Domfreiheit

Der Mindener Dom befindet sich in der ostwestfälischen Stadt Minden an der Weser im Nordosten Nordrhein-Westfalens. Minden lag in einer südwestlichen Randlage des sich im Nordosten bis in die Lüneburger Heide erstreckenden ehemaligen Bistums Minden. Der Mindener Dom wurde als Kathedrale des Bistums in der unteren Altstadt, also auf der unteren Uferterrasse der Weser, in der Nähe der alten Furt gebaut. Die Weserfurt bildete hier den letzten günstigen Flussübergang bis Bremen, das rund 100 Flusskilometer nördlich liegt. Die nächstgelegenen heutigen oder ehemaligen katholischen Bischofskirchen im 100-Kilometer-Radius um Minden befinden sich in Verden und Bremen im Norden, in Paderborn südlich, in Osnabrück westlich sowie in Hildesheim im Osten.
Das Oberflächenrelief der Unterterrasse auf dem westlichen Weserufer war nicht so flach wie es heute erscheint. Die Kirche wurde wahrscheinlich auf einer schildartigen Erhebung errichtet, die sich hier bis zu 4 Meter über das westlich anschließende Areal erhob. Damit war sie klar von der Siedlung abgegrenzt, die sich westlich anschloss. Die Stadtgrenze von Minden zog sich hier nicht entlang der Weser, sondern entlang des alten Flusslaufs der Bastau und berührte die Weser nur an der Weserfurt mit einer Spitze. Der Dom lag damit auf einer exponierten Stelle ein wenig ab von der Weser und damit der Stadt östlich vorgelagert. Ihn umgab die sogenannte Domfreiheit, sie wurde durch Wall und Graben geschützt. Zusammen mit der Johannisfreiheit, dem späteren Wichgrafenhof, dem Deichhof, sowie der angrenzenden Bebauung von Markt, Scharn und Bäckerstraße bildete die Domfreiheit den größten Teil der hochwassergefährdeten Unterstadt. Die Mauern der Domfreiheit waren nicht nur gegen die Weser ausgebildet, sondern auch gegen die Stadt Minden.
In Höhe des alten Rathauses und südlich der heutigen Bäckerstraße fand man bei Grabungen noch Reste der Befestigung. Die sogenannte Domburg Minden hat ungefähr eine Fläche von 250 m × 170 m und reicht damit annähernd an die Anlagen in Paderborn und Münster heran. Die Domfreiheit wurde ab dem 11. Jahrhundert zunehmend und gemäß den kirchlichen Zwecken bebaut, und damit fand gleichzeitig eine städtebauliche Annäherung an die Stadt statt, weiter bedroht vom Weserhochwasser.
Die Stadt Minden mit der Domfreiheit wurde dann gegen Ende des 12. Jahrhunderts durch die Stadtmauer befestigt, damit war die Hochwassergefahr auf der Unterterrasse und damit in unmittelbarer Umgebung des Domstandorts zunächst verringert. Dennoch sind für die Domfreiheit neben einem Hochwasser 1020 auch Hochwasser aus den Jahren 1341, 1643, 1682, 1744 und 1798/99 belegt. Beim Magdalenenhochwasser von 1342, nach anderen Quellen am 10. Februar 1375, soll die Weser dabei auch in den Dom geflossen sein.
Die Befestigung gegen die Weser wurde nach Erwerb des Fürstentums Minden durch Brandenburg-Preußen 1648 und dem folgenden Ausbau zur preußischen Festungsstadt verstärkt. Zwischen Dom und Weser wurde ein Glacis angelegt. Das Weserglacis wurde nach Schleifung der Festung Minden 1873 in eine Grünanlage umgestaltet. Dort wurde unter anderem auch das Gebäude Neue Regierung für die Bezirksregierung Minden gebaut, die damit aus dem alten, unmittelbar neben dem Dom gelegenen Gebäude des ehemaligen Bischofshofs wegzog.
Unmittelbar an den Dom grenzen zwei Plätze, die sogenannten Domhöfe. Der Kleine Domhof liegt westlich des Westwerks. Er bildet den Vorplatz zum Haupteingang des Doms und damit den räumlichen Abstand zur Stadt aus. An der westlichen Seite des Kleinen Domhofs liegt das alte Rathaus und nördlich der Rathausneubau von 1978 von Harald Deilmann. Der Platz wird südlich abgeschlossen durch den Neubau Haus am Dom aus den 1970er-Jahren. In ihm befindet sich die Schatzkammer des Doms. Nördlich vom Dom befindet sich der größte innerstädtische Platz, der Große Domhof. Er schließt mit seinem östlichen Ausläufer an den Chorraum des Doms an. Das nun verschlossene Bischofsportal bot einst den Zugang zum Dom vom Großen Domhof aus. An der Westseite des Platzes befindet sich die Alte Regierung des preußischen Regierungsbezirks Minden. Ihr Vorgängerbau war der Bischofshof. An der östlichen Seite des Platzes stehen zwei restaurierte Kurienhäuser. Eines davon beherbergt heute die Dompropstei. Südlich an den Dom schließt sich das Domkloster mit dem Klosterhof (Kreuzhof) an. Der zugehörige Kreuzgang mit Ost- und Südflügel ist 1140 entstanden und erschließt einen Zugang zur Marienkapelle. Ausgestattet ist der Kreuzgang mit einem Altarretabel mit einer Abendmahldarstellung. Ungewöhnlich für Westfalen ist die Ausgestaltung als zweistöckiger Kreuzgang.
Näheres zur Mindener Innenstadt wie Sehenswürdigkeiten, Geschichte und vieles mehr findet sich im Hauptartikel Minden

## Hochwasser
Das Hochwasser der Weser überflutet 2010 die Mindener Schlagde